# Lucas Dias (Fußballspieler, 1997)
Lucas Dias do Nascimento Serafim (* 6. März 1997 in Rio de Janeiro), auch bekannt als Lucas Dias, ist ein brasilianischer Fußballspieler.

## Karriere
Lucas Dias erlernte das Fußballspielen in den brasilianischen Jugendmannschaften von EC Vitória, AA Altos und AD Confiança. Im Februar 2017 ging er nach Europa. Hier schloss er sich in Bulgarien der Jugend von Pirin Blagoewgrad an. Im August 2017 unterschrieb er in Tschechien einen Vertrag beim Erstligisten Bohemians Prag 1905. Für den Verein aus der Hauptstadt Prag bestritt er ein Erstligaspiel. Am 1. Juli 2018 wechselte er bis Jahresende 2018 auf Leihbasis zum israelischen Erstligisten Hapoel Ironi Kirjat Schmona. Für den Klub aus Kirjat Schmona bestritt er vier Erstligaspiele. Von Februar 2019 bis Juni 2019 wurde er an den tschechischen Drittligisten SK Zápy ausgeliehen. Nach Vertragsende bei Bohemians wechselte er im Sommer 2019 zum Zweitligisten FC Sellier & Bellot Vlašim. In zweit Spielzeiten bestritt er 38 Ligaspiele. Hierbei schoss er fünf Tore. Im Juli 2021 kehrte er wieder nach Bulgarien zurück, wo er in Sofia einen Vertrag beim Erstligisten Zarsko Selo Sofia unterschrieb. Nach 19 Ligaspielen wechselte er im Februar 2022 nach Litauen, wo er einen Vertrag beim FK Riteriai unterzeichnete. Mit dem Verein aus Vilnius spielte er 21-mal in der ersten Liga. Im Januar 2023 kehrte er in sein Heimatland Brasilien zurück, wo er einen Vertrag beim América FC unterschrieb. Mit dem Verein aus Natal gewann er 2023 die Staatsmeisterschaft von Rio Grande do Norte. Über die Station al-Qaisumah FC in Saudi-Arabien, wo er von August 2023 bis Mitte Juli 2024 unter Vertrag stand, wechselte er am 18. Juli 2024 zum thailändischen Erstligisten Uthai Thani FC. Nach einer Spielzeit, in der er 30 Ligaspiele bestritt, wurde sein Vertrag im Sommer 2025 nicht verlängert.

## Erfolge
América FC
- Staatsmeisterschaft von Rio Grande do Norte: 2023